# Dorfbach (Ortenburg)

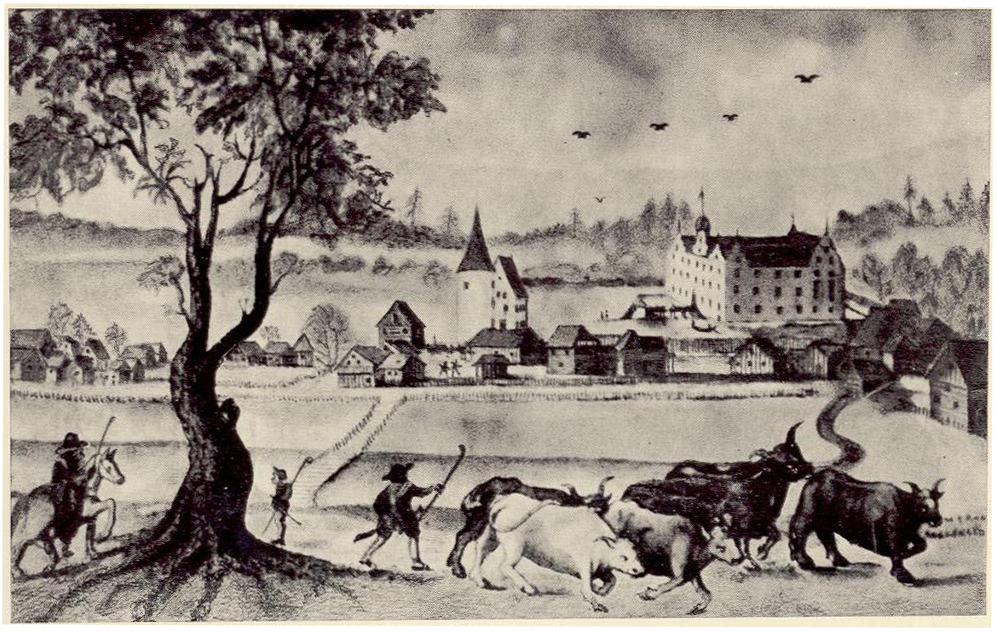
Dorfbach und die beiden Schlösser Ober- und Unterdorfbach um das Jahr 1620, Aquarell von Graf Friedrich Casimir von Ortenburg

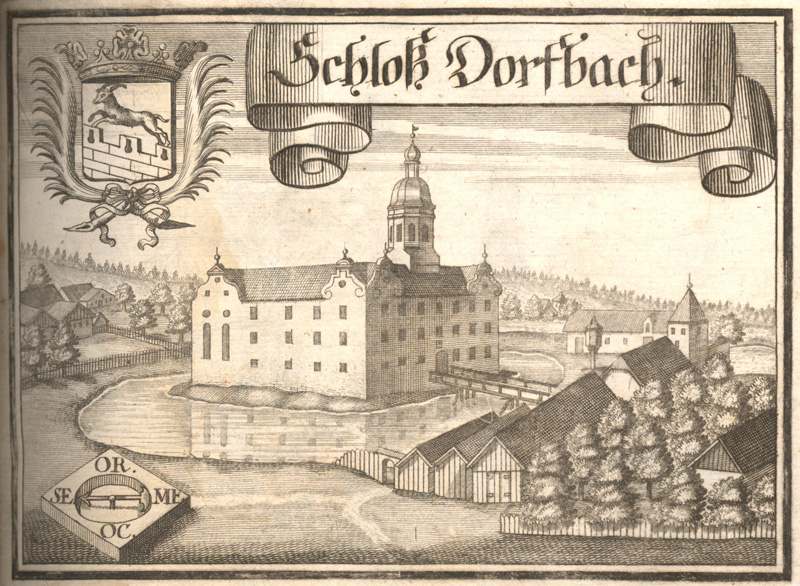
Schloss Dorfbach im Jahr 1723, Stich von Michael Wening

Dorfbach ist ein Pfarrdorf und eine Gemarkung sowie ein Ortsteil des Marktes Ortenburg im Landkreis Passau.

## Geschichte
Im 12. Jahrhundert erscheint Dorfbach als Edelsitz, dessen Inhaber Vasallen der Grafen von Ortenburg waren. Die Hofmark gehörte damit den Grafen, jedoch war sie nicht Bestandteil der angrenzenden Reichsgrafschaft Ortenburg, sondern gehörte dem Herzogtum Bayern an. Heinrich IV. vergab sie im 14. Jahrhundert als Lehen an Friedrich von Rottau (Rotau). Durch die Heirat Alrams I. im Jahre 1381 mit der reichen Witwe Barbara von Rottau und den Verzicht der nächsten Verwandten ihres verstorbenen Mannes fiel dieser Besitz wieder an das Haus der Ortenburger zurück. Seither nannte sich Alram I. Graf zu Ortenburg, gesessen zu Dorfbach. Nach dem Tod seines Sohnes Alram II. im Jahre 1461 starb die Dorfbacher Linie der Ortenburger aus, und die Hofmark fiel an das Haus Neu-Ortenburg.
Eine Burg ist in Dorfbach bereits 1387 bezeugt. Später sind auch zwei Burgen Ober- und Unterdorfbach hier nachzuweisen. Im Zuge der Einführung der Reformation in Ortenburg im Jahre 1563 wurde auch Dorfbach als ortenburgischer Besitz in den folgenden Jahrzehnten mit in den Konflikt hinein gezogen und von bayerischen Truppen besetzt. Graf Friedrich Casimir ließ das Schloss Unterdorfbach eifrig verschönern und zu seiner Residenz ausbauen, jedoch musste er das Schloss und die Herrschaften Ober- und Unterdorfbach nach 1652 aus finanzieller Not an die Familie Peckenzell verkaufen.  Die Peckenzell hielten den Besitz bis 1805. Das kleine Schloss Oberdorfbach wurde in diesem Zeitraum bereits abgerissen, bis heute ist dessen Standpunkt nicht bekannt. Die Peckenzell kamen 1805 in die Gant und waren somit gezwungen ihre Besitzungen um Dorfbach an den bayerischen Staat zu veräußern. Von dem ehemaligen Wasserschloss Unterdorfbach sind nur noch Teile vorhanden. Der Großteil der Schlossanlage wurde abgerissen, während in den Resten 1836 die Schule und die Kirche St. Johannes Nepomuk untergebracht wurden. Letztere wurde in den ehemaligen Schlosssaal eingebettet. Die Schlossanlage wird als Bodendenkmal unter der Aktennummer D-2-7445-0088 im Bayernatlas als „Untertägige mittelalterliche und frühneuzeitliche Befunde und Funde im Bereich der mittelalterlichen Burg und des neuzeitlichen Wasserschlosses Unterdorfbach mit der spätneuzeitlichen Kath. Pfarrkirche St. Johannes Nepomuk, darunter die Spuren von Vorgängerbauten bzw. älteren Bauphasen“ geführt.
1836 wurde die Expositur Dorfbach innerhalb der Pfarrei Rainding errichtet. 1882 wurde an die Kirche der Chor angefügt. Über dem Westgiebel des flachgedeckten Langhauses befindet sich ein Dachreiter. Das Innere birgt mehrere barocke Figuren. Im Jahr 1900 wurde die Expositur zur Pfarrei erhoben.
Am 11. Juli 1959 wurde der SV Dorfbach gegründet. Bei der Generalversammlung am 9. August 1974 trat man dem DJK-Sportverband bei. Der Verein wird seitdem unter dem Namen DJK-SV Dorfbach geführt. Die Blasmusikkapelle Dorfbach entstand 1990.
Am 1. Juli 1972 verlor die Gemeinde Dorfbach im Zuge der Gemeindegebietsreform ihre Selbstständigkeit und gehört seither zum Markt Ortenburg.